# Спас (Львовский район)
Спас (укр. Спас) — село в Каменка-Бугской городской общине Львовского района Львовской области Украины.
Расположено на берегу реки Западный Буг.
Население по переписи 2001 года составляло 276 человек. Занимает площадь 0,551 км². Почтовый индекс — 80451. Телефонный код — 3254.